# Psychoda brassi
Psychoda brassi är en tvåvingeart som beskrevs av Quate 1967. Psychoda brassi ingår i släktet Psychoda och familjen fjärilsmyggor. Inga underarter finns listade i Catalogue of Life.